# Jim Wright
Jim Wright (ur. 13 marca 1960) – dyrektor do spraw marketingu w Virgin Racing od 2009 roku.

## Życiorys
Jim Wright rozpoczął karierę w zespole Formuły 3 Magnum w 1980 roku po czym przeniósł się do Formuły 1 do ATS.
Jim Wright pracował w Formule 1 jako dyrektor do spraw marketingu w Williamsie po czym dołączył do zespołu Scuderia Toro Rosso by pełnić podobną funkcję.
Wright od 2009 roku pełnił funkcję dyrektora do spraw marketingu w Virgin Racing.
Jest członkiem British Racing Drivers’ Club.